# Jacob Miller
Jacob Miller (4 mei 1952 – 23 maart 1980) was een Jamaicaans reggae-artiest. 
Jacob werkte mee aan de film Rockers, samen met grote Jamaicaanse artiesten als Gregory Isaacs, Big Youth en Burning Spear. In de film speelt hij in een bandje in een hotel. Zijn bijdrage aan de film was de hitsingle Tenement Yard. Dit nummer speelde hij met zijn bandje. Jacob Miller had een goede band met Bob Marley, die hem zijn favoriete zanger had genoemd. In 1980 overleed hij op 27-jarige leeftijd na een auto-ongeluk.